# 森繁泉
森繁 泉（もりしげ いずみ、1941年1月7日 - 1999年1月23日）は、日本の元俳優。引退後は広島県東広島市にある賀茂カントリークラブ社長をしていた。俳優・森繁久彌の長男。父久彌の葬儀で喪主を務めた森繁建は弟に当たる。
1999年、肝臓癌のため58歳で死去。

## 主な出演作品

### 映画
- 空と海の結婚（クルー）